# Eublemma albipurpurea
Eublemma albipurpurea is een vlinder van de familie van de spinneruilen (Erebidae). De wetenschappelijke naam van deze soort is voor het eerst voorgesteld als Porphyrinia albipurpurea door William Warren in een publicatie uit 1913.
De soort komt voor in Papoea-Nieuw-Guinea.